# Televisão por satélite em Espanha

A televisão por satélite em Espanha começou oficialmente em 1994, quando as plataformas do Canal Satélite e do Cotelsat nasceram em formato analógico em Astra e Hispasat, respectivamente, embora em 1988 tenham começado as emissões do Canal 10, que tentou entrar sem sucesso no mercado espanhol a partir de Londres.
Atualmente na Espanha existem vários canais digitais abertos via satélite, as versões internacionais da TVE e as regionais da FORTA, além da plataforma de pagamento Movistar Plus+.

## História

### Começos: Canal 10 e Hispasat
As primeiras concessões para transmissão por satélite em Espanha não foram feitas até Outubro de 1993, mas antes destas licenças nasceu Canal 10, a empresa Sucesso Film com acionistas como Enrique Talarewitz, Caixa Segurança Social Andorra, Savings Bank Vitória e Canal Plus França, assim como o financista argentino Jacqes Hachuel.
Este canal encontrou uma brecha para a transmissão deste canal, iniciando suas transmissões analógicas de 25 de janeiro de 1988 pela Intelsat 5 de Londres,  gratuitas por dois meses, codificando seu sinal mais tarde. Seu custo foi de 15.000 pesetas.
Esta aventura terminou logo após a falência do canal, e apenas 654 assinantes, o que causou a cessação das emissões do canal.
Quase paralelamente a esse desaparecimento, o satélite Hispasat nasceu, administrado desde 1989 por uma empresa pública limitada de mesmo nome, com acionistas que na época eram principalmente empresas públicas, como a Retevisión, a Telefónica ou a Caja Postal.

### Cotelsat e Canal Satélite
Em 1994, a empresa Sogecable, que na época tinha a licença de televisão terrestre em que o Canal + foi transmitido, lançou uma plataforma analógica de televisão por satélite chamada Canal Satélite.
Esta empresa transmitida através do satélite Astra, lançado em 1985, e tinha um total de quatro canais: Cinemanía, Documanía, Minimax e Cineclassics, que seriam adicionados antes de seu desaparecimento Sportmanía.
Quase simultaneamente, o governo de Felipe González concedeu um total de cinco licenças para transmitir pelo satélite Hispasat: duas para a RTVE e outra para cada um dos canais privados transmitidos em formato analógico.
As cinco cadeias juntaram-se em setembro de 1994 para criar o Cotelsat, uma plataforma para gerenciar essas transmissões cobrando uma taxa de assinatura mensal. Estes canais foram Teledeporte e Canal Clásico de RTVE, Telenoticias de Antena 3, Telesat 5 de Telecinco e Cinemanía 2, irmã de Cinemanía de Canal Satélite, de Canal +.
assinantes escassos (cerca de 4.000) e a relutância de alguns parceiros como Sogecable, mais interessado em canal por satélite em cotelsat, feito desaparecer a plataforma em junho de 1995. Com o desaparecimento do cotelsat todos os canais, exceto Cinemanía 2 passou transmitido em aberto até o nascimento da Vía Digital.

### Lei da Televisão por Satélite
Antes do final do quarto e último mandato de Felipe González, foi aprovada a Lei de Televisão por Satélite.
Esta lei tem uma importante novidade, pois permite a prestação de serviços de satélite apenas mediante solicitação de autorização administrativa do Ministério de Obras Públicas, uma vez que esta nova lei estabelece que "serviços de telecomunicações para prestação de serviços de grandes redes de satélites de comunicações eles não serão considerados um serviço público ".

### Canal Satélite Digital e Vía Digital
Com a única limitação do mercado em si, após a aprovação da Lei de Televisão por Satélite duas empresas são lançadas em busca do mercado de pagamento digital na Espanha. Por um lado, a Sogecable, que já tinha a sua televisão analógica, a Canal Satélite, e, por outro lado, a Telefónica.
A Sogecable andou sozinha, enquanto a Telefónica inicialmente tinha vários parceiros, como a RTVE, Televisa e Antena 3, esta última controlada naquela época pelo Grupo Zeta, que detinha uma grande parte dos direitos esportivos. Apesar disso, em 23 de dezembro de 1996, o Grupo Zeta chegou a um acordo com a Sogecable conhecido como Pacto de Nochebuena pela gestão conjunta dos direitos desportivos, abandonando o projeto da Telefónica e criando a empresa Audiovisual Sport. Este fato gerou um grande negócio e controvérsia política que até teve impacto no Parlamento da Espanha.
No meio de todo este vórtice, em 30 de janeiro de 1997, o Canal Satélite Digital  nasceu da Sogecable, a Vivendi (proprietária da Canal + France) e a Antena 3, substituindo o Canal Satélite no satélite Astra. Algum tempo depois, em 15 de setembro, a Vía Digital nasceu a Telefónica a la cabeza.
Estes dois lançamentos ficaram imersos noutra controvérsia, a do Real Decreto 1/1997, de 1 de Fevereiro, que elevou o IVA de televisão paga para 16%  e criou um Registo dos Operadores de Acesso Condicional na Comissão. do Mercado de Telecomunicações (CMT) para a aprovação de decodificadores. Este registo negou, no seu primeiro pedido, o registo da Canal Satélite Digital em 6 de maio, o que não impediu que continuasse a emitir, por ter sido emitido a partir do Luxemburgo.
O governo estava interessado no sistema multicrypt  que a Via Digital usaria, comparado ao simulcrypt que a Canal Satélite Digital usaria. Todo esse processo de regulamentação trouxe problemas com a União Europeia  para esse poder da CMT de regulamentar os decodificadores, o que levou o governo de José María Aznar a aceitar que o Registro era meramente declaratório e aceitou o registro da Canal Satélite Digital em 12 de fevereiro de 1998, juntamente com o registro da Vía Digital.

### Movistar+
Após este processo um tanto turbulenta de lançar plataformas estavam competindo com muitas perdas em ambos, especialmente na Via Digital, que poderia continuar a operar parte da Telefónica de mídia (Admira desde 2001), juntamente com outras empresas como a Antena 3, Onda Cero o Endemol. Tudo mudou com a chegada de César Alierta à Telefónica, que iniciou um desinvestimento no setor audiovisual que levou à venda de parte da Antena 3 para o grupo Planeta.
Com as perdas de ambas as empresas e a desinvestimento da Telefónica, o processo de fusão entre as duas empresas começou, fora do governo, para a integração dos negócios. O processo foi encerrado em 8 de maio de 2002.  No acordo, a absorção pela Sogecable de Vía Digital foi encerrada, fazendo um aumento de capital de 23% para os acionistas na época da Vía Digital. O grupo resultante teve mais de 2,5 milhões de assinantes.
Mas este acordo ainda estava sujeito à intervenção das autoridades da competição. O resultado de vários meses de deliberações feitas a 28 de agosto de 2002, a Comissão de Mercado das Telecomunicações tornado público um relatório em que o corpo reconheceu a impraticabilidade de duas empresas de satélite, mas alertou para o perigo à livre concorrência que esta implicou em vários mercados, como a emissão de filmes e esportes, bem como a produção de canais.
Em 13 de novembro, o Tribunal de Defesa da Concorrência envia o relatório final ao governo, com apenas 10 condições, incluindo a transferência do PPV para as operadoras de TV a cabo, bem como limitações ao renovar os contratos com os clubes. futebol , alguns dias depois, em 29 de Novembro, o Conselho de Ministros aprovar a fusão, embora as condições estendido para 34, 24, sobre o ordenados por Competição Tribunal, embora essas condições foram menos de imposta pelo Governo italiano sobre a compra da Telepiù por Murdoch, posteriormente investigada pela União Europeia.
Estas condições impostas não pareceu satisfazer ninguém uma vez que ambas as três empresas envolvidas na fusão (Sogecable, Via Digital e Telefonica) e aqueles afetados por ela, como Gestevisión Telecinco, Mediapark (atual Teuve), operadores de cabo agrupados em ONO e AOC, através da AUNA, interpôs recursos contenciosos administrativos perante a Suprema Corte. 
Mesmo com os recursos apresentados, a fusão continuou seu processo e, em 21 de julho de 2003, a nova plataforma, chamada Digital +, nasceu tanto no Astra quanto no Hispasat. Isso também teve sua controvérsia, alegando operadores de cabo e TV privada Antena 3 e Telecinco que não conseguiram cumprir algumas das condições, tais como preços mais elevados aos assinantes ou não atingir o teor de 20% de programadores independentes.
Em 17 de outubro de 2011, o Digital+ foi renomeado como Canal+. Por seu turno, o canal anteriormente conhecido como Canal + é rebatizado de Canal + 1. A mudança também afeta o Digital + Series Festival, que se torna o Festival da Série Canal +.

### Starmax HD
No início de 2011, a intenção de ter uma presença em televisão paga pela Starmax HD, uma subsidiária da Starmax (uma operadora de telecomunicações britânica), foi anunciada repetidamente em mídia especializada. Esta empresa conseguiu chegar a um acordo de exclusividade com Anvimur (instalador de antenas), Ferguson (fabricante de set-top boxes) e GlobeCast (empresa de transporte responsável do sinal).
Em 29 de março de 2011 inicia as suas emissões em testes com um único pacote composto por doze canais de TV (9 no momento) ea possibilidade de acessar os canais de TDT livres e por satélite através de um descodificador avançado de última geração capaz de gravar em formato USB e decodificar sinais em alta definição. Outra vantagem que foi trazido Starmax tipo de assinatura pré-pago, algo completamente sem precedentes em Espanha, que permite pagar antecipadamente os meses que desejam contrair sem fornecer quaisquer dados pessoais ou bancários do proprietário do serviço.
Cinematk, KidsCo, MGM HD, Eurosport HD, Eurosport 2, XTRM, BBC Entertainment, e Natura são: o 14 de abril de 2011 a emissão de Discovery World HD, o que aumenta as partidas já existentes. Apesar das dificuldades iniciais, como a falta de áudio na versão original, legendas e EPG (exigido por lei), apenas uma semana depois, os restantes dois canais foram incorporados: Filmbox e Filmbox Espanha, inédito no nosso país e essa questão Cinema europeu e espanhol.
Em 5 de julho de 2011, a operadora informou em um comunicado de imprensa que cessou temporariamente suas emissões para realizar melhorias técnicas no futuro. Conforme relatado pela operadora em outubro, a operadora voltaria à tona com melhorias técnicas, além de serviços e canais. No entanto, em 26 de dezembro de 2011 foi anunciado que a Starmax HD finalmente saiu do mercado espanhol, então a plataforma oficialmente encerrou sua atividade.

## Canais livres

### Astra 19,2º E
| Canal                    | Grupo           | Frequência        |
| ------------------------ | --------------- | ----------------- |
| TVE Internacional Europa | RTVE            | 11626 V 22000 5/6 |
| Canal 24 horas           | RTVE            | 11626 V 22000 5/6 |
| Canal Sur Andalucía      | RTVA            | 11156 V 22000 5/6 |
| TVGA                     | CRTVG           | 11156 V 22000 5/6 |
| PORTADA                  | Movistar+       | 10847 V 22000 5/6 |
| LTC                      | El Corte Inglés | 10759 V 22000 5/6 |

### Hispasat 30.0º O
| Canal                 | Grupo           | Frequência        |
| --------------------- | --------------- | ----------------- |
| CANAL SUR A.          | RTVA            | 11731 V 27500 3/4 |
| Canal Extremadura SAT | CEXMA           | 10890 V 27500 3/4 |
| ARAGON TV             | CARTV           | 11811 V 27500 3/4 |
| Hispasat 4K HEVC      | Hispasat        | 10730 V 30000 3/4 |
| PORTADA               | Movistar+       | 12380 V 27500 3/4 |
| LTC                   | El Corte Inglés | 12226 V 27500 3/4 |
| Parlamento            | Estado Español  | 10890 V 27500 3/4 |
| EHS                   | Ehs.TV          | 10890 V 27500 3/4 |

## Canais pagos

### Movistar+
| Canal        | Grupo           | Frequência Astra 19,2º Leste | Codificação   |
| ------------ | --------------- | ---------------------------- | ------------- |
| La 1 HD      | RTVE            | 11436 V 22000 5/6            | Nagravisión 3 |
| La 2         | RTVE            | 10978 V 22000 5/6            | Nagravisión 3 |
| Antena 3 HD  | Atresmedia      | 10906 V 22000 2/3            | Nagravisión 3 |
| Cuatro HD    | ediaset España  | 10906 V 22000 2/3            | Nagravisión 3 |
| Telecinco HD | Mediaset España | 10906 V 22000 2/3            | Nagravisión 3 |
| La Sexta HD  | Atresmedia      | 10906 V 22000 2/3            | Nagravisión 3 |
| #0           | Movistar+       | 11126 V 22000 2/3            | Nagravisión 3 |